# Континентальний вододіл
«Континентальний вододіл» (англ. Continental Divide) — американська романтична кінокомедія з Джоном Белуші і Блер Браун у головних ролях. Прем'єра відбулася 18 вересня 1981 року. За видатне виконання, Блер була номінована на «Золотий глобус». Це перший фільм, спродюсований компанією Стівена Спілберга Amblin Entertainment.

## Сюжет
Чиказький репортер Ерні Сучак (Джон Белуші) розслідує корупційний скандал, в який залучена місцева влада. Після проведеного розслідування корупційних схем з продажу земельних ділянок, репортер піддався нападу з боку офіцерів поліції, посланих міським консулом, що закінчується для нього лікарняною палатою.
Редактор газети, в якій працює Сучак, приймає рішення вислати його з міста заради його ж власної безпеки. Міський житель Сучак неохоче вирушає в Скелясті гори, щоб взяти інтерв'ю у доктора Нелл Портер (Блер Браун), яка веде самітницький спосіб життя та проводить наукові дослідження життя білоголових орланів.
Зустрівшись, обоє скептично ставляться одне до одного. Дізнавшись, що Сучак є репортером, Нелл намагається його вигнати, але розуміє, що без провідника, який повернеться тільки через два тижні, йому не вижити в горах. Він скептично ставиться до її роботи, але приходить до Портер, щоб помилуватися її сильним характером і самовіддачею. Спочатку вона дозволяє йому залишитися до тих пір, поки він не закінчить свій нарис. Навчившись поважати один одного, вона нарешті дозволяє йому написати про неї. Зрештою, вони обоє закохуються. Герої часто потрапляють у пригоди: він зазнає нападу гірського лева, зустрічає відомого американського футболіста, який вирішив залишити цивілізацію і стати здичавілою гірською людиною, а врешті-решт Ерні пошкоджує спину внаслідок нещасного випадку.
Сучак повертається в Чикаго з думками про свою нову знайому. Коли він дізнається, що один з його інформаторів «випадково» загинув, він починає нове переслідування з викривальними статтями про міського консула, що змушує того врешті-решт залишити країну. Поточні бурхливі справи в Чикаго дещо притупляють пристрасть репортера до жінки-самітниці.
Але одного разу, Сучак виявляє, що Портер приїжджає в Чикаго з презентацією на конференцію. З деякими сумнівами, Сучак вирішує прийти на презентацію. Їхні почуття спалахують знову. Герої відчувають щастя бути разом, але виникають труднощі з їхнім принципово різним способом життя, тому ті вирішують розлучитися знову.
Сучак приїжджає на вокзал і проводжає її у вагоні поїзда. Їхнє прощання затягується, тому Сучак вирішує взяти квиток до наступної станції, проїхавши частину маршруту разом з нею. На наступних станціях історія повторюється знову і знову, і нарешті вони разом приїжджають у Вайомінг. Вони розуміють, що не можуть жити один без одного і вирішують одружитися. Фільм закінчується, коли головний герой ловить потяг до Чикаго, а молодята обіцяють один одному побачитися дуже скоро.

## В ролях
- Джон Белуші — Ерні Сучак, чиказький репортер
- Блер Браун[en] — Нелл Портер, дослідник дикої природи
- Аллен Гарфілд[en] — Говард Макдермотт
- Карлін Глінн — Сільвія Макдермотт
- Тоні Ганіос[en] — Макс Бернбаум, здичавілий американський футболіст
- Вел Ейвері[en] — Яблоновітц, міський консул

## Виробництво
Наприкінці фільму звучить пісня «Never Say Goodbye» у виконанні Гелен Редді.